# フェリックス・ニコラス・ミドン
フェリックス・ニコラス・ミドン（Félix-Nicolas-Joseph Midon, 1840年5月7日−1893年4月12日）は、フランスのカトリック宣教師で、パリ外国宣教会員。日本中部使徒座代理区長及びカトリック大阪教区初代司教を務めた。

## 生涯
フランスヴォージュ県ボンヴィレで、父ジョセフ・ミドンと母マリー・マドレーヌの長男として生まれる。母親を亡くして7歳のときに叔父のジャレ神父に託された。ポンタムーソンの小神学校とナンシーの大神学校で学んた。1864年5月21日に司祭に叙階され、サンジャック・ド・ルネヴィル教会の司祭に任命され、次にサン・セバスチャン・ド・ナンシー教会の司祭に任命された 。
1869年にパリ外国宣教会の神学校に入り、翌年には日本への伝道に出て、長崎でフランス語を教え、日本語を学んだ 。
1888年6月11日、カエサロポリス名義司教および日本中部使徒座代理区長として任命された。 1891年6月15日に大阪の司教に任命された 。
体調不良でフランスに帰国し、1893年4月12日にマルセイユで肺炎で亡くなった。